# 小行星9030
小行星9030（英語：9030）是一颗围绕太阳公转的小行星。1989年10月30日，舒爾特·巴斯在托洛洛山发现了此天体。
这颗小行星的绝对星等为355.82071等。小行星9030以希臘神話的人物奧瑟羅紐斯命名。